# دنیای بی‌تی‌اس: موسیقی متن اصلی
| بررسی انتقادی | بررسی انتقادی |
| منبع          | رتبه‌بندی      |
| ------------- | ------------- |
| پیچفورک       | ۴٫۶/۱۰        |

دنیای بی‌تی‌اس: موسیقی متن اصلی (انگلیسی: BTS World: Original Soundtrack) یک آلبوم موسیقی متن برای بازی موبایلی نتماربل با همین نام است. این آلبوم در ۲۸ ژوئن ۲۰۱۸، دو روز پس از انتشار بازی با چهار تک‌آهنگ از گروه پسرانهٔ کره‌ای بی‌تی‌اس و ترانه‌های بی‌کلام این بازی منتشر شد. انتشار آلبوم پیش از انتشار تک‌آهنگ‌های «رؤیای درخشان» (همکاری با خواننده بریتانیایی چارلی ایکس‌سی‌ایکس)، «یک روز نو» (همکاری با خواننده سوئدی زارا لارسن) و «تمام شب» (همکاری با خواننده و رپر آمریکایی جوس ورلد) بود. در ۲۶ ژوئن، آهنگ «ضربان قلب» پیش از انتشار رسمی آلبوم و در بازی منتشر شد. این آلبوم در صدر جدول آلبوم‌های گائون و در جایگاه شماره یک در اسپانیا قرار گرفت. این آلبوم همچنین نخستین موسیقی متن کی-پاپ است که وارد جدول بهترین موسیقی‌های متن بیلبورد شده‌است.

## جدول‌های موسیقی
| جدول (۲۰۱۹)                                 | بهترین موقعیت |
| ------------------------------------------- | ------------- |
| آلبوم‌های آرژانتین (سی‌ای‌پی‌آی‌اف)              | ۱۵            |
| آلبوم‌های استرالیایی (ARIA)                  | ۵۵            |
| آلبوم‌های اتریشی (آلبوم‌های او۳)              | ۱۶            |
| آلبوم‌های بلژیکی (اولتراتاپ فلاندرز)         | ۱۹            |
| آلبوم‌های بلژیکی (اولتراتاپ والونیا)         | ۴۸            |
| آلبوم‌های کانادایی (بیلبورد)                 | ۵۸            |
| آلبوم‌های دانمارکی (هیت‌لیستن)                | ۳۷            |
| آلبوم‌های هلندی (جدول‌های هلند)               | ۲۴            |
| آلبوم‌های فنلاندی (جدول رسمی فنلاند)         | ۱۶            |
| آلبوم‌های فرانسوی (اس‌ان‌ئی‌پی)                 | ۱۶            |
| آلبوم‌های آلمانی (۱۰۰ آلبوم برتر رسمی)       | ۷             |
| آلبوم‌های مجارستانی (ماهاز)                  | ۹             |
| آلبوم‌های ایتالیایی (فیمی)                   | ۳۸            |
| آلبوم‌های ژاپنی (اوریکون)                    | ۴             |
| آلبوم‌های داغ ژاپنی (بیلبورد ژاپن)           | ۴۰            |
| آلبوم‌های لیتوانی (ای‌جی‌ای‌تی‌ای)               | ۸             |
| آلبوم‌های نیوزیلندی (آرام‌ان‌زد)               | ۱۶            |
| آلبوم‌های لهستانی (زدپی‌ای‌وی)                 | ۲             |
| آلبوم‌های اسکاتلندی (شرکت جدول‌های رسمی)      | ۹۱            |
| آلبوم‌های کره جنوبی (گائون)                  | ۱             |
| آلبوم‌های اسپانیایی (پروموزیکای)             | ۱             |
| آلبوم‌های سوئیسی (جدول موسیقی سوئیس)         | ۶             |
| بیلبورد ۲۰۰ ایالات متحده                    | ۲۶            |
| بهترین موسیقی‌های متن ایالات متحده (بیلبورد) | ۲             |
| آلبوم‌های جهانی ایالات متحده (بیلبورد)       | ۱             |

| جدول (۲۰۱۹)                       | موقعیت |
| --------------------------------- | ------ |
| آلبوم‌های مجارستانی (ام‌ای‌اچ‌ای‌اس‌زی) | ۸۹     |
| آلبوم‌های ژاپنی (اوریکون)          | ۷۲     |
| آلبوم‌های کره جنوبی (گائون)        | ۵      |

## گواهی‌نامه‌ها
| منطقه                             | گواهی       | واحد گواهی‌شده/فروش |
| --------------------------------- | ----------- | ------------------ |
| کره جنوبی (گائون)                 | ۲× Platinum | ۵۰۰٬۰۰۰^           |
| ^ رقم توزیع تنها بر پایهٔ گواهی‌ها. |             |                    |